# Cernîcikî, Kozeatîn
Cernîcikî (în ucraineană Чернички) este un sat în comuna Bezimenne din raionul Kozeatîn, regiunea Vinnița, Ucraina.

## Demografie
Componența lingvistică a localității Cernîcikî
     Ucraineană (100%)
Conform recensământului din 2001, toată populația localității Cernîcikî era vorbitoare de ucraineană (100%).